# Médaille de la déportation et de l'internement pour faits de Résistance
La Medaglia per la deportazione e l'internamento per atti di Resistenza (in francese: Médaille de la déportation et de l'internement pour faits de Résistance) fu una medaglia commemorativa della Repubblica Francese istituita il 6 agosto 1948 e assegnata a tutti i soldati francesi che vennero internati o deportati per il loro lavoro svolto nella resistenza francese durante la seconda guerra mondiale.

## Istituzione della medaglia
Istituita il 6 agosto 1948, è una medaglia commemorativa francese assegnata a titolo militare. Le sue condizioni di assegnazione sono stabilite dall'articolo 378 del codice delle pensioni di invalidità militare e delle vittime di guerra.
Il governo francese creò questa onorificenza contemporaneamente alla legge riguardante le definizioni precise di deportato resistente e internato resistente:
- Resistente deportato: trasferimento fuori del territorio nazionale per atti qualificati come resistenza e reclusione in carcere o campo di concentramento;
- Internato resistente: detenzione nel territorio nazionale per un periodo non inferiore a tre mesi per atti qualificati come resistenza.

I beneficiari dell'onorificenza furono i membri della resistenza francese deportati o internati durante la seconda guerra mondiale. Tuttavia, la sua attribuzione fu estesa, il 6 gennaio 1955, ai deportati e agli internati della prima guerra mondiale. Fu così possibile aggiungere una barra sul nastrino specificando lo stato del beneficiario e il conflitto. Tuttavia, questa decorazione era destinata principalmente a rendere omaggio ai combattenti della resistenza deportati durante il secondo conflitto mondiale.

## Descrizione della medaglia
La medaglia venne progettata dallo scultore moderno René Iché, vincitore di un concorso strettamente riservato agli artisti della Resistenza, essendo Iché un pioniere della Resistenza, il concorso venne respinto. L'idea del fuoco dietro le mani venne alla sua amica Germaine Tillion.
La medaglia è in bronzo, di forma pentagonale, ed è comune per la versione destinata ai membri della resistenza deportati e alla versione destinata ai membri internati.
Sul dritto sono raffigurate due mani legate da una catena davanti a un fuoco, mentre sul rovescio è presente la scritta "REPUBLIQUE FRANCAISE" (REPUBBLICA FRANCESE) e in basso la scritta "MEDAILLE DE LA DEPORTATION ET DE L'INTERNEMENT POUR FAITS DE RESISTANCE" (MEDAGLIA DI DEPORTAZIONE E INTERNO PER ATTI DI RESISTENZA).
Il nastro varia a seconda della tipologia della medaglia. Sette strisce bianche e blu, verticali per i deportati e oblique per gli internati, si nota inoltre la presenza di una bordatura rossa sui bordi del nastro. Mentre le barrette assegnabili erano quattro: “DEPORTATO”, “INTERNATO”, “1914-1918” e “1939-1945”.

## Tipologia
Esistono due tipi di medaglie, quella destinata agli internati e quella destinata ai deportati.
| Médaille de la déportation et de l'internement pour faits de résistance |                                                    |
|                                                                         |                                                    |
| Medaglia dell'internamento per atti di Resistenza                       | Medaglia della deportazione per atti di Resistenza |